# Gryllotalpa debilis
Gryllotalpa debilis är en insektsart som beskrevs av Gerstaecker 1869. Gryllotalpa debilis ingår i släktet Gryllotalpa och familjen mullvadssyrsor. Inga underarter finns listade i Catalogue of Life.